# Orka (personaggio)
Orka, detto anche Orka la balena assassina, è un personaggio dei fumetti creato da Roy Thomas (testi) e da Marie Severin (disegni), pubblicato dalla Marvel Comics.

## Biografia del personaggio
Orka era un soldato di Atlantide agli ordini di Krang, che seguì nella sua battaglia per sconfiggere Namor e diventare il re del mare. Ma Krang fallì e andò in esilio con Orka. Egli si fece allora aiutare dal Dr. Dorcas, lo scienziato che aveva creato Squalo Tigre (Tiger Shark), uno degli arci-nemici di Namor. Comunque venne sconfitto da Namor un'altra volta. Dopo si fece aiutare dalla Roxxon Oil per aumentare le sue abilità. Orka poi si scontrò con i Vendicatori ma venne sconfitto da Thor.
Tempo dopo assieme ad Attuma, Nagala, Piranha, Sea Urchin e Squalo Tigre attaccò gli USA ma vennero sconfitti dai Vendicatori.

### Civil War
Orka durante Civil War è entrato nei Eroi in vendita e collabora con il gruppo per cacciare i cattivi o i ribelli alla registrazione.

## Altri media

### Televisione
Orka compare in Avengers Assemble.

### Videogiochi
Orka compare in Marvel vs. Capcom 3: Fate of Two Worlds.